# Круг обречённых
«Круг обречённых» — советский художественный фильм режиссёра Юрия Беленького, детективная драма.

## Сюжет
Фильм снят по мотивам классического французского детектива Пьера Буало и Тома Нарсежака «Та, которой не стало».
Ирина и Сергей давно встречаются и хотят официально оформить свои отношения. Но на их пути есть существенная помеха — ревнивая жена Сергея — Лариса, которая ни за что не желает разводиться. Единственный выход, который видят любовники, — убийство. Существенную роль в деле имеет материальная сторона, потому что после смерти жены Сергею достаётся всё имущество, а его немало.
Но построить счастье на невинно пролитой крови Ирине и Сергею не удаётся. Жертва преступления не отпускает своих убийц…

## В ролях
- Игорь Бочкин — Сергей
- Анна Каменкова — Ирина
- Надежда Смирнова — Лариса
- Всеволод Ларионов — Юлий
- Юрий Назаров — Гуртов, сосед по даче
- Надежда Лященко — подруга Ларисы
- Борис Бачурин — инспектор ГАИ
- Наталья Селезнёва — Фима Кораблёва, сотрудница редакции
- Юрий Шпагин — эпизод
- Олег Банников — эпизод
- С. Бочкина — эпизод
- А. Орлов — эпизод
- Ирина Горохова — эпизод
- Валя Трифонов — эпизод
- Полина Беленькая — Полина, дочка подруги Ларисы
- Алёша Колодченко — эпизод
- Олег Савосин — водитель (нет в титрах)

## Съёмочная группа
- Режиссёр — Юрий Беленький
- Автор сценария — Юрий Беленький
- Оператор — Владимир Папян
- Художник — Андрей Платов
- Композитор — Глеб Май
- Директора картины: Е. Голынский, С. Рыбаков